# Sambre-et-Meuse
Pour les articles homonymes, voir Sambre-et-Meuse (homonymie).
Ne doit pas être confondu avec Sambre et Meuse.
1795–1814
Entités précédentes :
- Principauté de Liège
- Pays-Bas autrichiens :
- (Comté de Namur)

Entités suivantes :
- Royaume uni des Pays-Bas :
- ( Province de Namur)
- Grand-duché de Luxembourg
- ( Province de Luxembourg, après 1839)

Le département de Sambre-et-Meuse est un ancien département français, dont le chef-lieu était Namur.
Le département est créé le 1er octobre 1795 lors de la réunion des territoires de l'actuelle Belgique et de la principauté de Liège à la France, et est dissous en 1814.
Il lui a été attribué le numéro 97 dans la liste des 130 départements français de 1811. Son administration se trouvait dans l'ancien palais épiscopal du diocèse de Namur (place Saint-Aubain), aujourd'hui palais provincial.

## Découpage administratif
Initialement divisé en vingt-six cantons, au 8 décembre 1801 (17 frimaire an X) le département est divisé en quatre arrondissements et vingt-et-un cantons :
- arrondissement de Namur composé de six cantons :
  - Andenne, Dhuy, Fosses, Gembloux, Namur-Nord, Namur-Sud.
- arrondissement de Dinant composé de cinq cantons :
  - Beauraing, Ciney, Dinant, Florennes et Walcourt.
- arrondissement de Marche composé de six cantons :
  - Durbuy, Érezée, Havelange, Laroche, Marche et Rochefort.
- arrondissement de Saint-Hubert composé de quatre cantons :
  - Gedinne, Nassogne, Saint-Hubert et Wellin.

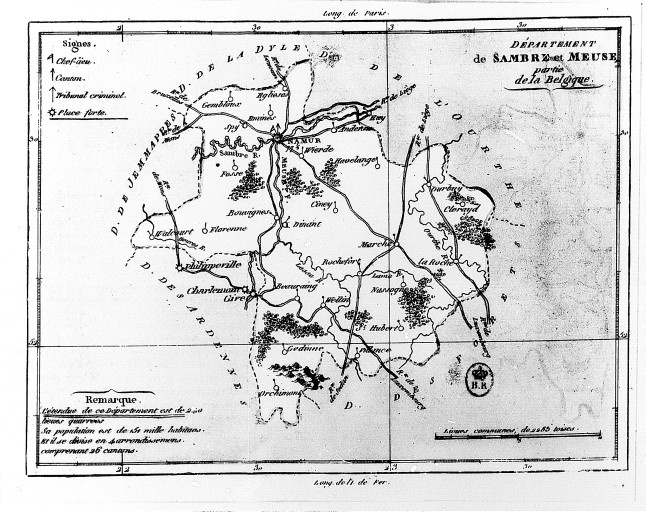
Carte du département de Sambre-et-Meuse

## Liste des préfets

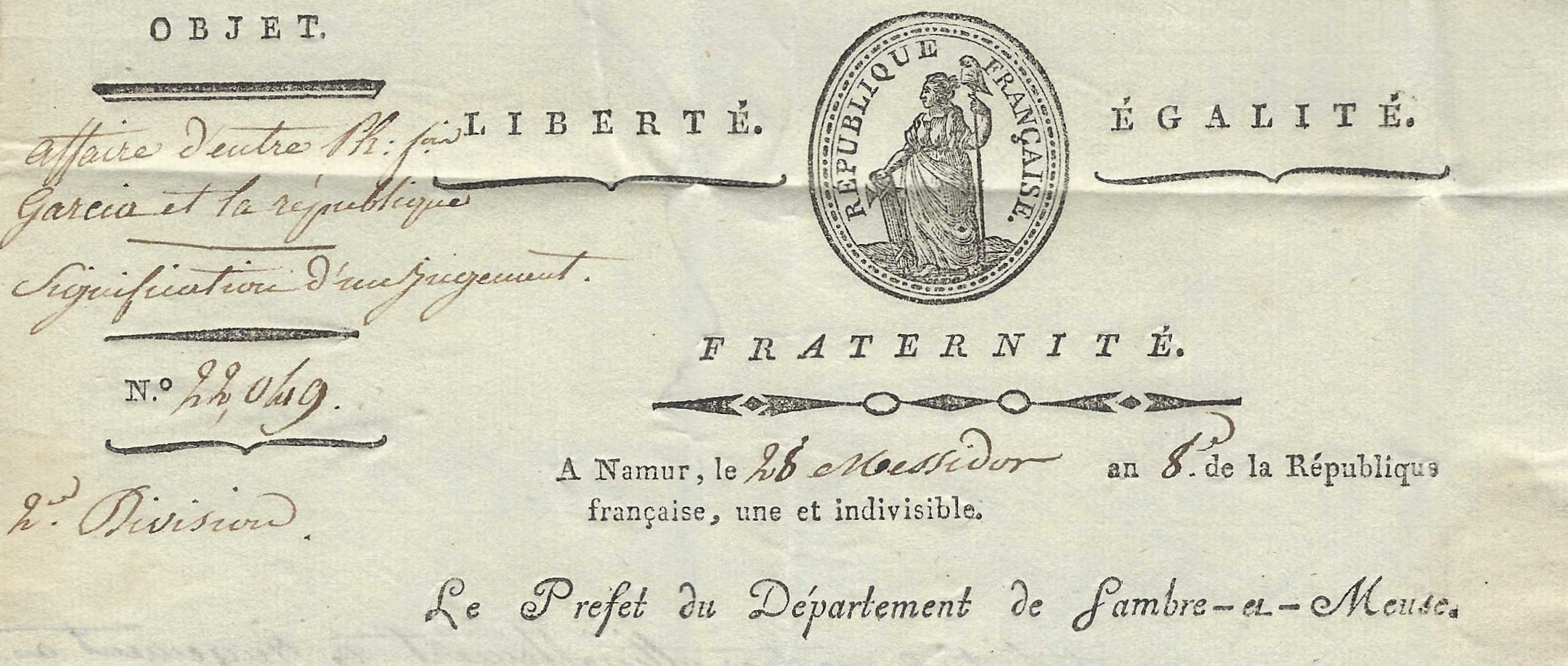
En-tête de lettre du 25 messidor an VIII du préfet de Sambre-et-Meuse

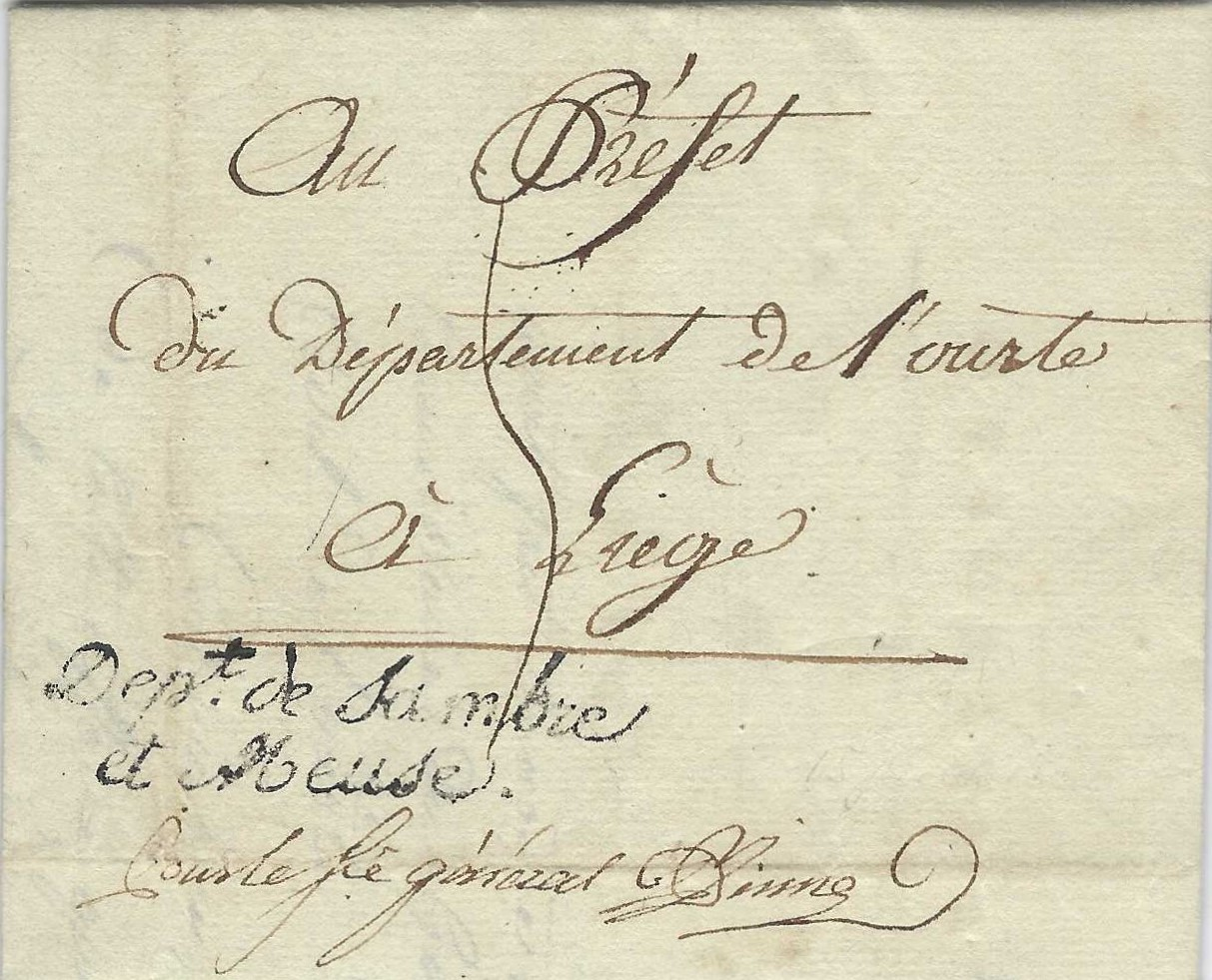
Lettre du 25 messidor an VIII portant le cachet de franchise du préfet de Sambre-et-Meuse

| Période        | Période | Identité                     | Fonction précédente | Observation |
| -------------- | ------- | ---------------------------- | --- | --- |
| 2 mars 1800    | 1814    | Emmanuel Pérès de Lagesse    | Député du tiers état aux États généraux de 1789 Député à la Convention nationale Membre du Conseil des Cinq-Cents Membre puis Président du Conseil des Anciens | Rentre dans la vie privée à la première Restauration |
| 2 janvier 1814 | 1814    | Alban de Villeneuve-Bargemon | Auditeur au Conseil d'État Sous-préfet de Zierickzée (Bouches-de-l'Escaut, 1811) Préfet des Bouches-de-l'Èbre                                                  | Passe à la préfecture de Tarn-et-Garonne (Première Restauration) Continue sa carrière préfectorale sous la Seconde Restauration Député à la Chambre (Monarchie de Juillet) |

## Correspondance avec la province de Namur
Alors que les provinces belges actuelles correspondent à peu près aux anciens départements réunis de la période française, la province de Namur et le département de Sambre-et-Meuse ne se correspondent que très partiellement. Les anciens arrondissements de Namur et Dinant font toujours partie de la province de Namur actuelle, mais les anciens arrondissements de Marche et de Saint-Hubert ont été scindés à la suite de l'arrêté du 27 mars 1817 délimitant les nouvelles frontières du Grand-duché de Luxembourg et faisant lui-même suite au traité des Limites, signé l'année précédente entre le royaume de Prusse et le Royaume uni des Pays-Bas (auxquels appartenaient alors la Belgique et le Luxembourg).
À cette époque, le Grand-duché est un territoire privé appartenant à Guillaume d'Orange-Nassau, qui est à la fois roi des Pays-Bas et grand-duc de Luxembourg. Lui sont octroyés les cantons de Durbuy, Érezée, La Roche-en-Ardenne et Marche-en-Famenne, ainsi que ceux de Nassogne, Saint-Hubert et Wellin. Ceci fut, entre autres, motivé par l’ancienne appartenance de ces territoires au duché de Luxembourg, sous l'Ancien Régime. Les cantons d'Havelange et de Rochefort, ainsi que celui de Gedinne demeurent rattachés à la province de Namur.
Par ailleurs, la province de Namur s'étend aujourd'hui sur des communes qui faisaient autrefois partie du département des Ardennes.
C'est avec la création du département de Sambre-et-Meuse que la ville de Gembloux, qui était sous influence brabançonne durant la plus grande partie de l'ancien régime, passa dans la zone d'influence de Namur.